# Красницы (платформа)
Кра́сницы — платформа Октябрьской железной дороги на линии Санкт-Петербург — Оредеж. Расположена в одноимённой деревне Гатчинского муниципального округа Ленинградской области на двухпутном перегоне между станциями Семрино и Вырица.
С момента открытия остановочный пункт имел 2 низкие боковые деревянные платформы. В 1961 году при электрификации участка Павловск — Вырица — Посёлок и последующем запуске пригородных электропоездов зимой 1962 года на их месте соорудили высокие боковые платформы, которые были расположены с внешней стороны путей перегона (остатки одной из этих платформ и каркас навеса по чётному пути (в сторону Санкт-Петербурга) сохранялись вплоть до 2019 г.). В конце 1990-х годов вместо них были построены две боковые высокие платформы, которые располагались уже со внутренней стороны путей и ближе к югу сужались, затем соединялись в единую. Такая особенность конструкции платформ обусловлена тем, что перед рекой Суйда пути перегона расходятся, а далее в кривых в сторону Вырицы снова сходятся.
Севернее платформы расположены мосты через реку Суйда.